# Puja Raimondiego
Puja Raimondiego (Puya raimondii) – gatunek roślin zielnych z rodziny bromeliowatych, występujący endemicznie w wyższych partiach (3200 do 4800 m n.p.m.) Andów peruwiańskich i boliwijskich. Jest największym przedstawicielem swojej rodziny. Gatunek zagrożony wyginięciem, nazwany został na cześć odkrywcy – Antonia Raimondiego. Roślina może żyć ponad 100 lat, po zakwitnięciu obumiera.

## Morfologia
Bylina z gęstą rozetą liści osiągającą wysokość do 3-4 m, z której wyrasta kwiatostan osiągający do 8 m.

## Ekologia
Występuje w formacji określanej nazwą puna, tworząc duże skupiska. Najbardziej znane znajduje się na terenie Parku Narodowego Huascarán w Peru.

## Linki zewnętrzne

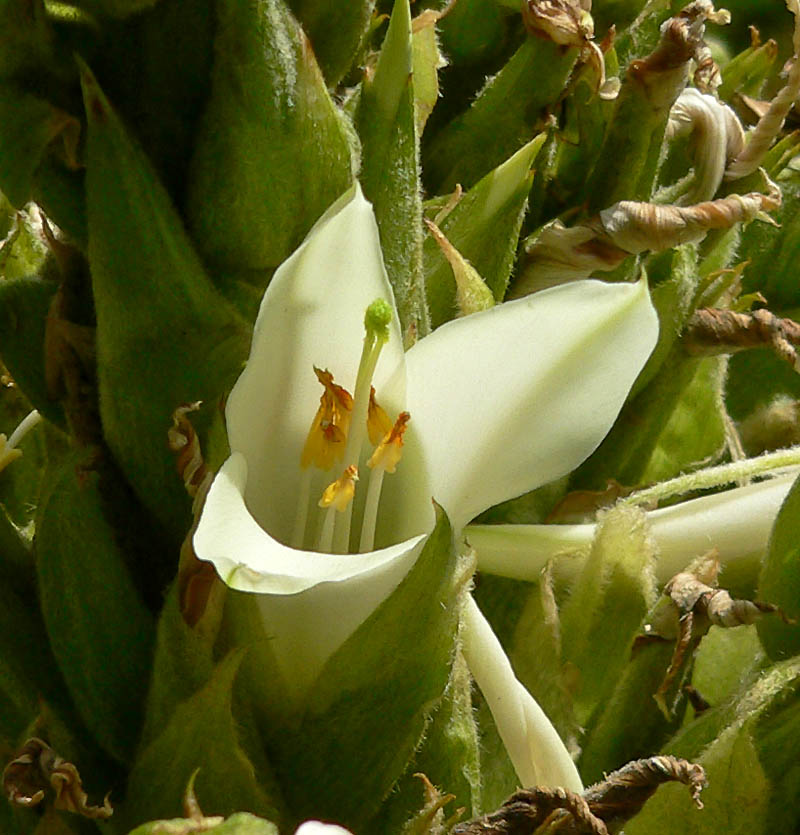
Pojedynczy kwiat